# Yumachrysa
Yumachrysa is een geslacht van insecten uit de familie van de gaasvliegen (Chrysopidae), die tot de orde netvleugeligen (Neuroptera) behoort.

## Soorten
- Y. apache (Banks, 1938)
- Y. clarivena (Banks, 1950)
- Y. incerta (Banks, 1895)
- Y. yuma (Banks, 1950)